# بخش مرکزی شهرستان تهران

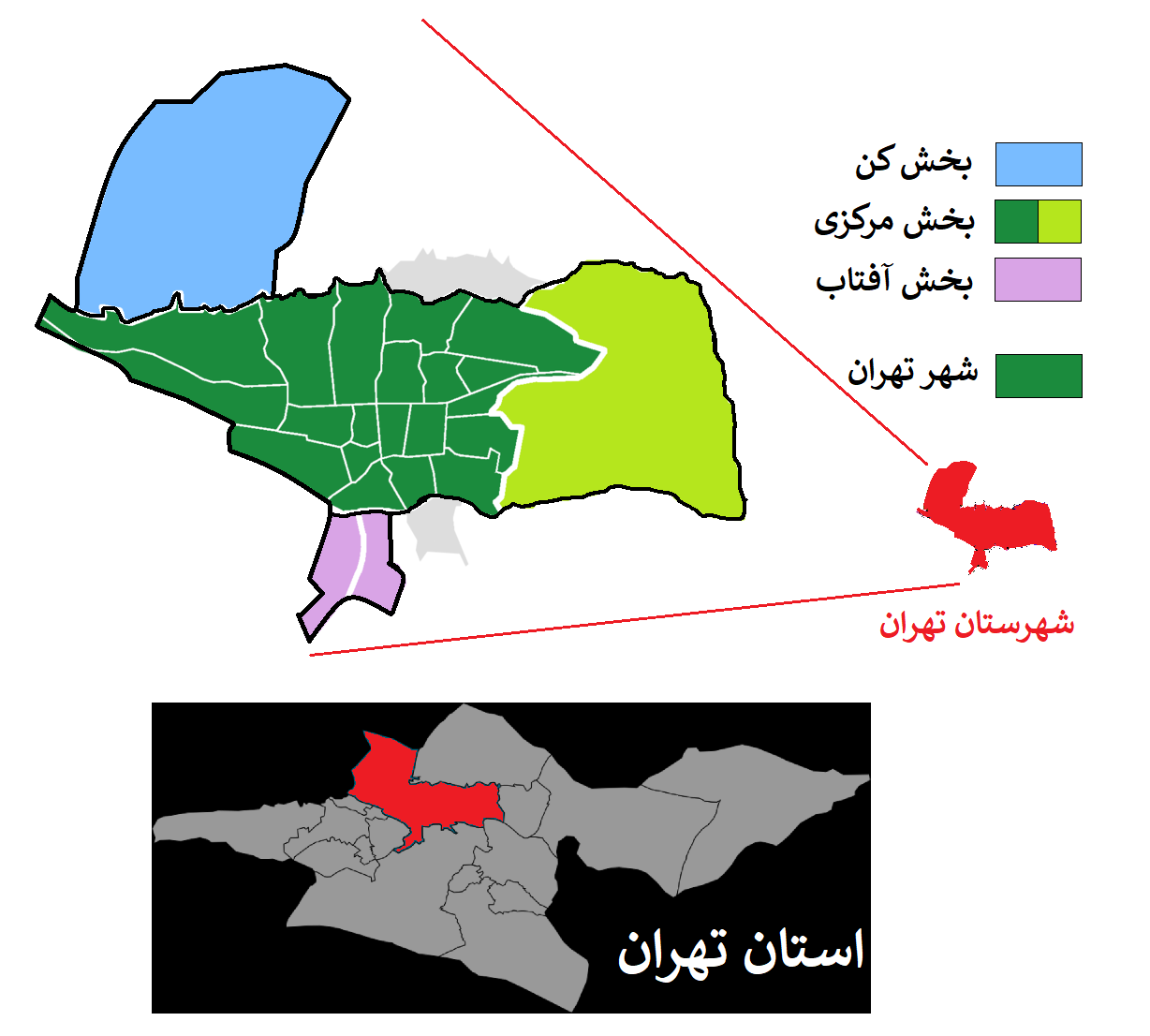

بخش مرکزی شهرستان تهران یکی از بخش‌های شهرستان تهران در استان تهران با مرکزیت شهر تهران است. بیش از نیمی از وسعت بخش مرکزی شهرستان تهران را شهر تهران تشکیل داده است. بخش مرکزی شهرستان تهران پرجمعیت‌ترین بخش کشور ایران است. 
این بخش به عنوان بخشی از تقسیمات کشوری استان تهران تأسیس شده و در طول سال‌ها تغییرات ساختاری زیادی را تجربه کرده است. پس از سرشماری ملی سال ۱۳۹۰ (۲۰۱۱ میلادی)، بخش عمده‌ای از مناطق خارج از شهر تهران از این بخش جدا شد و شهرستان پردیس را تشکیل داد، که این تغییرات بر جمعیت و مرزهای اداری بخش مرکزی تأثیر گذاشت.
از نظر جمعیتی، این بخش رشد مداومی را تجربه کرده است. سرشماری سال ۱۳۸۵ (۲۰۰۶ میلادی) جمعیت این بخش را ۷,۷۹۶,۴۳۱ نفر در ۲,۲۹۱,۶۶۸ خانوار ثبت کرد. تا سال ۱۳۹۰ (۲۰۱۱ میلادی)، این عدد به ۸,۲۶۲,۲۶۲ نفر در ۲,۶۲۹,۶۵۳ خانوار افزایش یافت و در سرشماری سال ۱۳۹۵ (۲۰۱۶ میلادی)، جمعیت به ۸,۶۹۹,۲۸۴ نفر در ۲,۹۱۲,۵۱۱ خانوار رسید. بیشتر جمعیت این بخش در شهر تهران ساکن هستند که هسته اصلی شهری این بخش محسوب می‌شود. سایر مناطق مانند دهستان سیاهرود و شهرهای بومهن و پردیس عمدتاً به شهرستان پردیس منتقل شدند، که این امر باعث کاهش جمعیت آنها در بخش مرکزی شد.
از نظر اداری، این بخش به دهستان‌ها و شهرها تقسیم می‌شود. دهستان سیاهرود، بومهن و پردیس قبل از انتقال، بخش‌های مهمی بودند. با این حال، شهر تهران همچنان بخش عمده جمعیت و تمرکز اداری این بخش را تشکیل می‌دهد.
تاریخچه بخش مرکزی بازتابی از روندهای گسترده‌تر توسعه شهری و اداری ایران است، به ویژه گسترش و بازسازی منطقه کلان‌شهری تهران. تغییرات جمعیتی و اداری این بخش، پویایی حکمرانی منطقه‌ای و فرآیندهای شهرنشینی ایران را نشان می‌دهد. این بخش همچنان به عنوان بخشی حیاتی از استان تهران باقی مانده و به عنوان مرکز سیاسی، اقتصادی و فرهنگی منطقه عمل می‌کند.

## تقسیمات کشوری
- بخش مرکزی شهرستان تهران
- دهستان سیاهرود

روستاها:همه سین، هاجرآباد، تلوو سرخه حصار

## جمعیت
بنابر سرشماری مرکز آمار ایران، جمعیت بخش مرکزی شهرستان تهران در سال ۱۳۹۰ برابر با ۸٬۲۹۳٬۱۴۰ نفر بوده است.